# 星和
株式会社星和（英称：Seiwa Corporation）は、愛知県一宮市に本社を置くパチンコ店のチェーン事業を行う企業。

## 概要
1989年に設立。当初はレンタルビデオやカラオケボックスといった事業を行っていたが、1994年より「ミカド」の店名でパチンコホールの経営を開始。愛知県と東京都で店舗を展開している。目標は「1,000億企業」。
パチンコライターの大崎一万発（東海地区）とヒロシ・ヤング（関東地区）が接客アドバイザーを務めていた。

## 沿革
- 1989年12月 - 愛知県一宮市に有限会社星和を設立。愛知県津島市でビデオレンタルとカラオケボックスを開業
- 1994年12月 - 愛知県一宮市にパチンコ店を開業
- 1999年11月 - 株式会社星和に組織変更

## 事業所

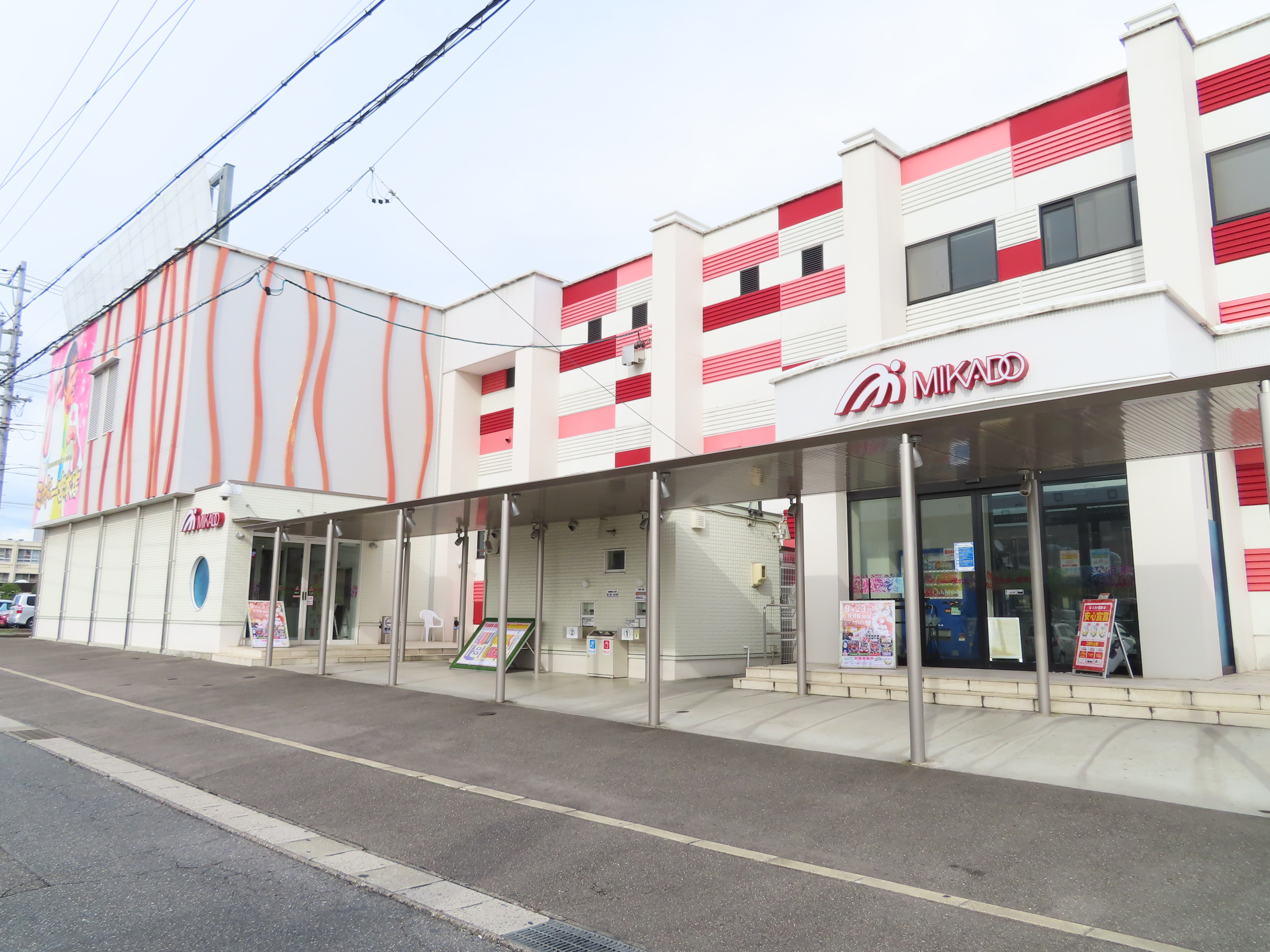
本社に隣接するミカド一宮本店

- 本社：愛知県一宮市大和町毛受字正寺31番地

## 店舗
- ミカド一宮本店（愛知県一宮市大和町毛受字正寺31番地）
- ミカド千秋店（愛知県一宮市千秋町町屋水杁20番地）
- ミカドワールド店（愛知県江南市北山町東133番地）
- ミカド稲沢店（愛知県稲沢市西町3丁目15番65号）
- ミカド一宮インター店（愛知県一宮市丹陽町九日市場字円之内655番地）
- ミカドキング＆スター店（愛知県清須市一場1240番地 ）
- ミカド田無店393（東京都西東京市南町四丁目4番1号）
- ミカド五反野店（東京都足立区足立4丁目38番7号）

## テレビ番組
- パチFUN!（テレビ愛知）
- 僕を幸せにしてくれる数々の笑顔〜敏腕店長と新人マネージャー108日の大奮闘記〜（2013年5月17日、中京テレビ） - 店舗がリニュアルオープンするまでを追ったドキュメンタリー番組

## イメージキャラクター
- スギちゃん（2016年4月 - 2020年6月）
- 竹内力（2020年7月 - ）
- 星にゃ☆（セイニャ）[3] - ホスピタリティキャラクター

## 関連会社
- 株式会社エヌ・ケイプランニング
- 株式会社アルファサプライ